# Rivian R1S
Der Rivian R1S ist ein batterieelektrisch angetriebenes SUV des US-amerikanischen Herstellers Rivian. Es wurde als 2018 auf der Los Angeles Auto Show vorgestellt. Der R1S wurde ab August 2022 an Kunden in den USA ausgeliefert.
Der R1S teilt sich Plattform und Design mit dem Pick-up-Modell R1T. Auf der Plattform baut außerdem der Lieferwagen EDV auf, der exklusiv für Amazon produziert wird.

## Technische Daten
| R1T und R1S technische Spezifikationen | R1T und R1S technische Spezifikationen                                                   | R1T und R1S technische Spezifikationen                                                   | R1T und R1S technische Spezifikationen                                                   |
| -------------------------------------- | ---------------------------------------------------------------------------------------- | ---------------------------------------------------------------------------------------- | ---------------------------------------------------------------------------------------- |
| Batteriekapazität                      | 105 kWh                                                                                  | 135 kWh                                                                                  | 180 kWh                                                                                  |
| Nennleistung                           | 300 kW (402 PS)                                                                          | 562 kW (754 PS)                                                                          | 522 kW (700 PS)                                                                          |
| max. Drehmoment                        | 560 Nm                                                                                   | 1120 Nm                                                                                  | 1120 Nm                                                                                  |
| Reichweite (R1S)                       | 390+ km (240+ mi)                                                                        | 500+ km (310+ mi)                                                                        | 650+ km (410+ mi)                                                                        |
| Höchstgeschwindigkeit                  | 201 km/h                                                                                 | 201 km/h                                                                                 | 201 km/h                                                                                 |
| Beschleunigung 0–60 mph                | 4,9 s                                                                                    | 3 s                                                                                      | 3,2 s                                                                                    |
| Nutzlast                               | 664 kg                                                                                   | 664 kg                                                                                   | 664 kg                                                                                   |
| Maximal zulässige Gesamtmasse          | 3870 kg                                                                                  | 3870 kg                                                                                  | 3870 kg                                                                                  |
| Geländefähigkeit                       | Bodenfreiheit: 36 cm; Wassertiefe 1 m, Steigfähigkeit: 31°; seitliche Kippsicherheit 26° | Bodenfreiheit: 36 cm; Wassertiefe 1 m, Steigfähigkeit: 31°; seitliche Kippsicherheit 26° | Bodenfreiheit: 36 cm; Wassertiefe 1 m, Steigfähigkeit: 31°; seitliche Kippsicherheit 26° |
| Max. Zuglast                           | 3,5 t                                                                                    | 3,5 t                                                                                    | 3,5 t                                                                                    |
| Sitzplätze                             | 7                                                                                        | 7                                                                                        | 5                                                                                        |

Jedes Rad hat einen separaten Radnabenmotor, damit sind 3,5 t  Anhängelast möglich. Das Fahrzeug ist für teilautonomes Fahren nach Level 3 ausgestattet und für den Straßenverkehr sowie für Geländefahrten ausgelegt.

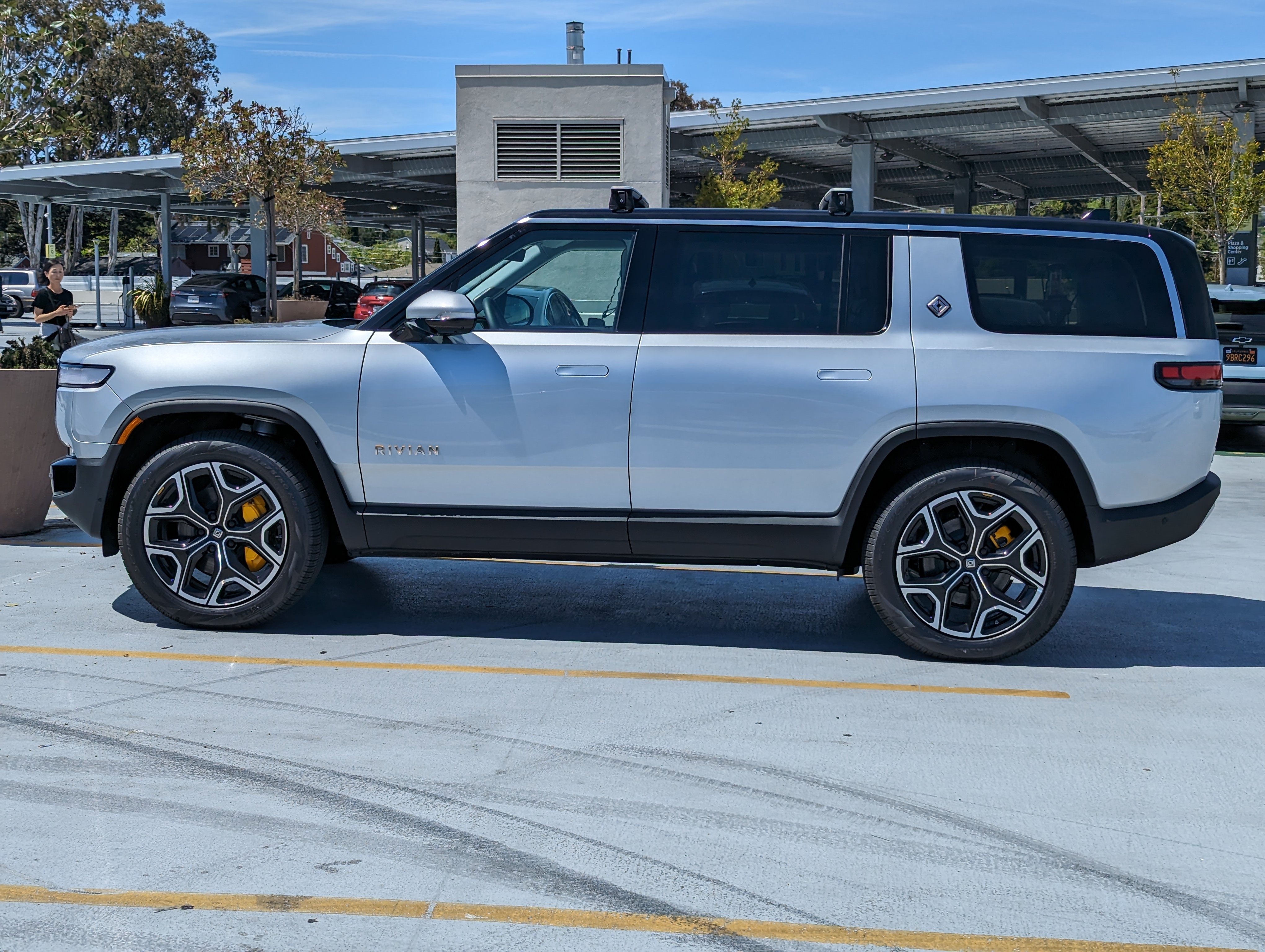
Seitenansicht
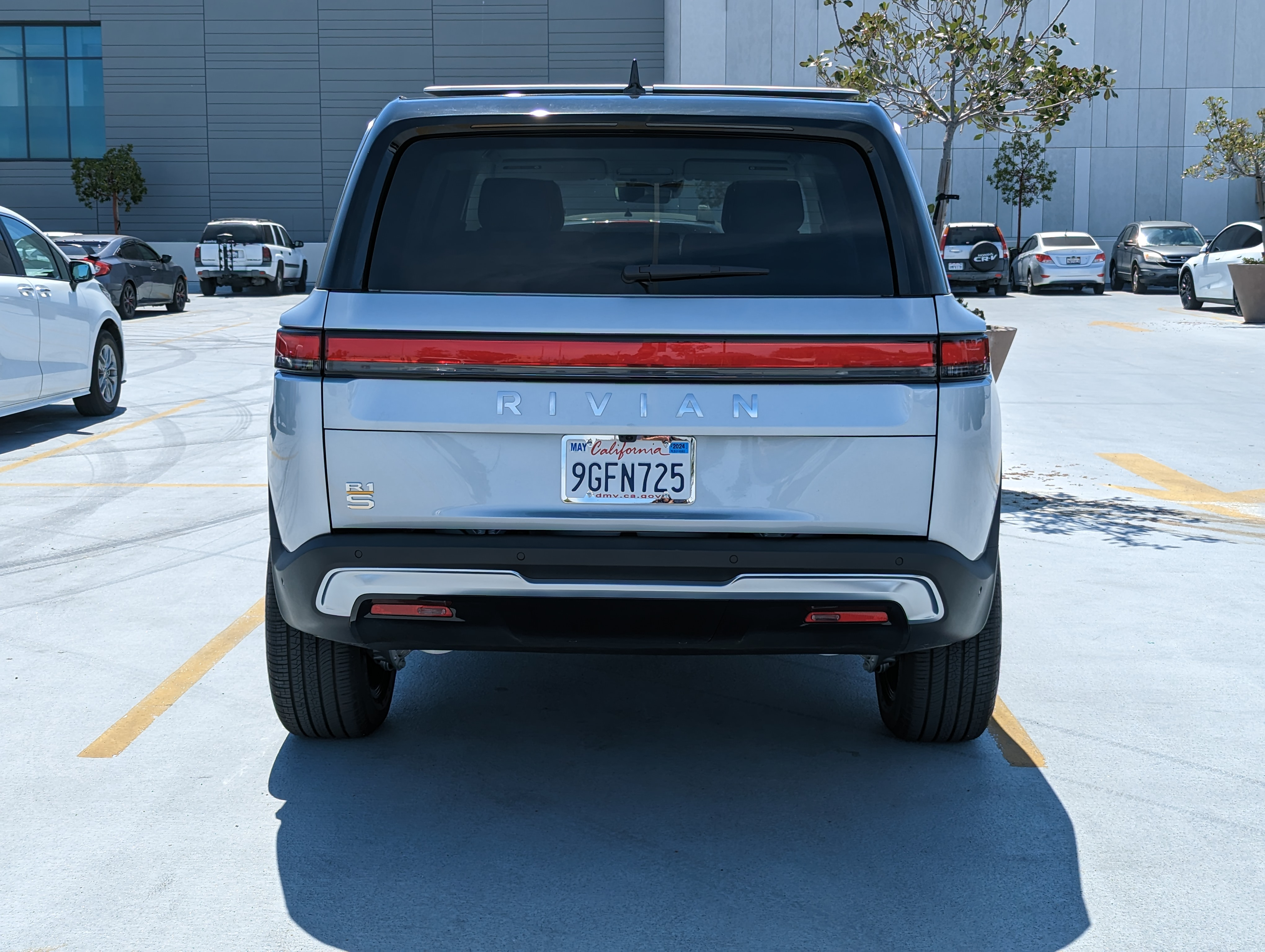
Heckansicht
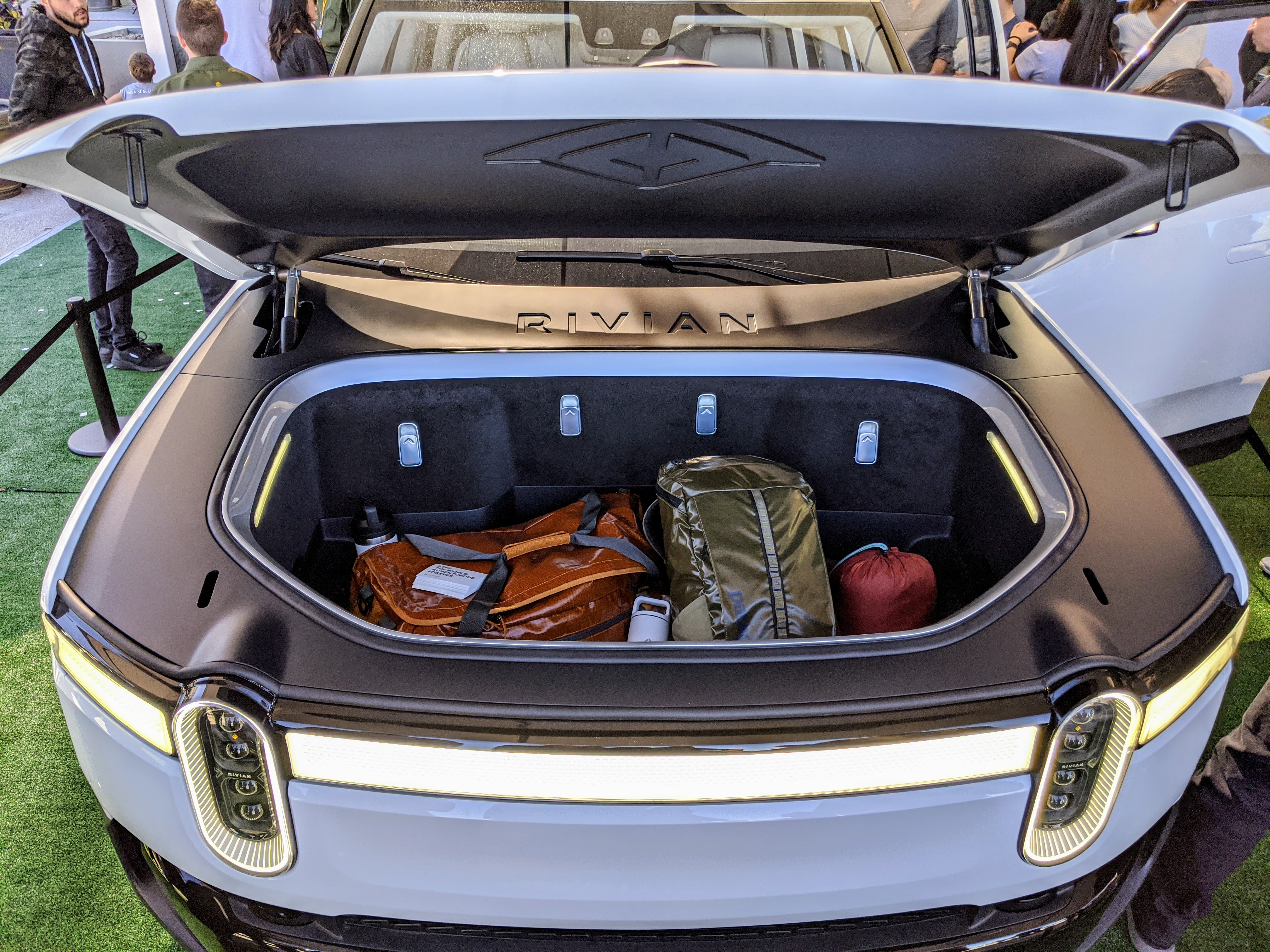
„Frunk“ des R1S (Kofferraum vorne)